# Silvertjärnen (Hortlax socken, Norrbotten)
Silvertjärnen är en sjö i Piteå kommun i Norrbotten och ingår i Jävreåns huvudavrinningsområde. Sjön har en area på 0,0452 kvadratkilometer och ligger 75 meter över havet.

## Delavrinningsområde
Silvertjärnen ingår i det delavrinningsområde (724548-175692) som SMHI kallar för Utloppet av Hemträsket. Medelhöjden är 63 meter över havet och ytan är 20,29 kvadratkilometer. Räknas de 3 avrinningsområdena uppströms in blir den ackumulerade arean 59,85 kvadratkilometer. Avrinningsområdets utflöde Jävreån mynnar i havet. Avrinningsområdet består mestadels av skog (74 procent). Avrinningsområdet har 1,33 kvadratkilometer vattenytor vilket ger det en sjöprocent på 6,5 procent. Bebyggelsen i området täcker en yta av 0,12 kvadratkilometer eller 1 procent av avrinningsområdet.